# Géologie appliquée
La géologie appliquée désigne l'ensemble des applications de la géologie au sein des activités humaines et de la société. En effet, la géologie et les études géologiques sont d'une importance essentielle dans de nombreux domaines touchant à l'économie, l'environnement et la société. Les exemples les plus emblématiques de l'application de la géologie sont : la recherche de matières premières (granulats, pétrole, gaz naturel, aluminium, terres rares…), la gestion des risques naturels liés à des facteurs géologiques (séismes, éruptions volcaniques, glissement de terrain, inondations…), les études géotechniques dans le cadre de constructions d'infrastructures ou encore la gestion et l'exploitation des ressources en eau.